# Jadwiga Sikorska
Jadwiga Sikorska (ur. 20 września 1846 w Warszawie, zm. 20 grudnia 1927 tamże) – polska pedagożka, filantropka, założycielka i wieloletnia przełożona żeńskiej pensji w Warszawie.

## Życiorys

### Dzieciństwo i edukacja
Urodziła się 20 września 1846 roku w Warszawie jako czwarte z sześciorga dzieci muzyka Józefa Sikorskiego i Marii z Chrzanowskich. Początkowo pobierała naukę w domu rodzinnym, a następnie na tajnej pensji Julii Bąkowskiej (późniejszej żony Ignacego Baranowskiego). Następnie ukończyła (założoną w 1859) 6-klasową Wyższą Szkołę Żeńską. W roku szkolnym 1863/1864 ukończyła również roczny kurs pedagogiczny w Instytucie Aleksandryjsko-Maryjskim Wychowania Panien przy ulicy Wiejskiej i uzyskała świadectwo uprawniające ją do nauczania języka polskiego w prywatnych i rządowych szkołach średnich.

### Praca zawodowa, społeczna i filantropijna
Przez rok była prywatną nauczycielką w domu ziemian Koskowskich w Chrzesnem koło Warszawy. Od 1866 roku przez osiem lat była nauczycielką na pensji Pauliny Krakowowej.
W ostatnich dniach czerwca 1874 roku uzyskała od kuratora Okręgu Szkolnego Warszawskiego Fiodora Witte pozwolenie na otwarcie prywatnej pensji żeńskiej z kursem rządowych progimnazjów żeńskich. Natychmiast przystąpiła do zorganizowania szkoły i 3 września 1874 roku inspektor szkolny miasta Warszawy Nikołaj Hornberg dokonał urzędowego otwarcia „prywatnej Pensji Jadwigi Sikorskiej z kursem rządowych progimnazjów żeńskich”. Następnego dnia w szkole rozpoczęła się nauka. Placówka mieściła się w budynku znajdującym się przy ulicy Marszałkowskiej 153 u zbiegu z ulicą Królewską. W 1874 roku miała cztery klasy oraz klasę wstępną. Pięć lat później Sikorska uzyskała zgodę na otwarcie piątej klasy, a w 1882 roku – szóstej klasy. Piętnaście lat później uzyskała zgodę na siódmą klasę, a w 1917 roku (Warszawa w tym czasie znajdowała się pod okupacją niemiecką) – na ósmą.
Od samego początku funkcjonowania pensji Jadwiga Sikorska organizowała tajne klasy wyższe, gdzie językiem wykładowym był język polski, oraz − dla uczennic klas legalnych − dodatkowo tajną naukę historii i języka polskiego. Był to okres, w którym nasiliła się akcja rusyfikacji, za którą w latach 1879−1897 odpowiadał kurator Aleksandr Apuchtin. W szkole odbywały się kontrole połączone z rewizjami, podczas których rosyjscy inspektorzy niczego jednak nie wykryli. Był to efekt przygotowania przez Jadwigę Sikorską sprawnego systemu alarmowego dla nauczycieli i uczennic. Co roku sporządzała dwa plany lekcji. Pierwszy był tym oficjalnym, przeznaczonym dla władz rosyjskich, zaś drugi z przeznaczeniem na wewnętrzne potrzeby szkoły. Obejmował on naukę języka polskiego, historii oraz geografii Polski.
Choć Jadwiga Sikorska miała tradycjonalistyczne podejście do nauczania, to w swojej szkole wprowadzała nowe przedmioty. Uczennice uczyły się m.in. dykcji, higieny, wybranych zagadnień prawa, ekonomii i socjologii, kosmografii, krajoznawstwa, a także poznawały anatomię człowieka. Pensja Jadwigi Sikorskiej uznawana była za przodującą placówkę oświatową w Warszawie, o wysokim poziomie nauczania. W całym czasie jej funkcjonowania, w różnych okresach uczyły w niej osoby, które zapisały się w historii Polski (zwłaszcza nauki) m.in.: chemik Napoleon Milicer, fizycy Stanisław Kalinowski, Stanisław Kramsztyk i Ludwik Szperl, geografowie Paweł Sosnowski i Aleksander Szumowski (przedmioty: geografia i języki starożytne), historycy Adam Jaczynowski, Tadeusz Korzon, Jan Kucharzewski (nauki społeczne i prawodawstwo), Stanisław Mieczyński (historia i język polski), Władysław Smoleński, lekarz Stanisław Markiewicz (higiena), malarka Zofia Stankiewicz, matematycy Rafał Korniłowicz i Zofia Różycka (matka Stefana), muzyk Józef Sikorski, poloniści Antoni Gustaw Bem, Ignacy Boczyliński (literatura i psychologia), Bronisław Chlebowski, Piotr Chmielowski, prawnicy Karol Dunin (nauki społeczne) i Wacław Komarnicki (historia), przyrodniczka Teodora Męczkowska, aktorka Romana Popiel (deklamacja), ksiądz Jan Gralewski, pastor Leopold Otto, Alojza Traugutt (geografia Polski) i Antonina Tupalska (arytmetyka i historia Polski).
Dzięki Jadwidze Sikorskiej i gronu pedagogicznemu na pensji panował duch tolerancji, zarówno religijnej, jak i społecznej. Szkoła nie stawiała na dochód i w przeciwieństwie do innych placówek tego typu nie reklamowała się w prasie. Mimo tego zwykle miała komplet uczennic, które wywodziły się głównie ze średniozamożnej inteligencji. Wśród wychowanek pensji były m.in. Karolina Beylin, Helena Duninówna, Wanda Krahelska, Izabela Moszczeńska-Rzepecka, Helena Karyory, Jadwiga Sikorska-Klemensiewiczowa, Helena Skłodowska-Szalay, Maria Skłodowska-Curie, Zofia Szmydtowa i Aniela Szycówna.
W 1879 roku weszła w skład jury konkursu dotyczącego wychowania młodzieży, ogłoszonego przez czasopismo „Bluszcz”.
Jako przełożona pensji bardzo troszczyła się o bezpieczeństwo szkoły i dlatego nie angażowała się w działalność polityczną. Włączała się i popierała prace społeczne, które były podejmowane przez uczennice na rzecz Towarzystwa Osad Rolnych i Przytułków Rzemieślniczych w Studzieńcu, które wspierała finansowo i była jego honorowym członkiem. W 1882 była współinicjatorką założenia Schronienia dla Nauczycielek, była długoletnią członkinią jego zarządu, a następnie honorową przewodniczącą Towarzystwa Opieki nad tym schroniskiem. Ofiarowała również znaczącą sumę pieniędzy na budowę schroniska w Zielonce pod Warszawą. Razem z Cecylią Plater-Zyberkówną współdziałała w zorganizowaniu szkoły rękodzielniczej w Warszawie oraz żeńskiej szkoły gospodarczej w Chyliczkach. Pod koniec XIX wieku i na początku XX wieku wspierała materialnie „Przegląd Pedagogiczny” oraz nielegalne wydawnictwa oświatowe, które były drukowane przez Koło Kobiet Oświaty Ludowej. Razem ze swoją bratową Julią Sikorską od 1892 do 1895 była opiekunką V szwalni Warszawskiego Towarzystwa Dobroczynności. Od 1905 roku do 1907 roku, podczas rewolucji, była współorganizatorką Koła Przełożonych Szkół Warszawskich, które zostało utworzone w celu wspólnych działań w walce o polską szkołę.
Sporadycznie zamieszczała w prasie warszawskiej krótkie noty czy wypowiedzi, jak m.in. w 1883 roku w „Tygodniku Illustrowanym” czy w 1925 roku w „Rzeczpospolitej”.
W okresie tworzenia Biblioteki Publicznej w Warszawie w latach 1907–1910 ofiarowała jej kilkanaście książek. Pozostała część jej księgozbioru, liczącego około 800 tomów, biblioteka otrzymała w 1928 roku, po jej śmierci.
Aktem z 7 sierpnia 1918 roku przekazała swoją szkołę Ministerstwu Wyznań Religijnych i Oświecenia Publicznego wraz z całym wyposażeniem i pomocami naukowymi. Placówka otrzymała nazwę „Państwowego Gimnazjum Żeńskiego im. Królowej Jadwigi” i została przeniesiona do lokalu przy Al. Ujazdowskich 40. Jadwiga Sikorska pozostała dyrektorką od spraw wychowawczych oraz przewodniczącą komisji egzaminacyjnej. Z dniem 1 czerwca 1927 roku przeszła na emeryturę.

### Śmierć i pogrzeb

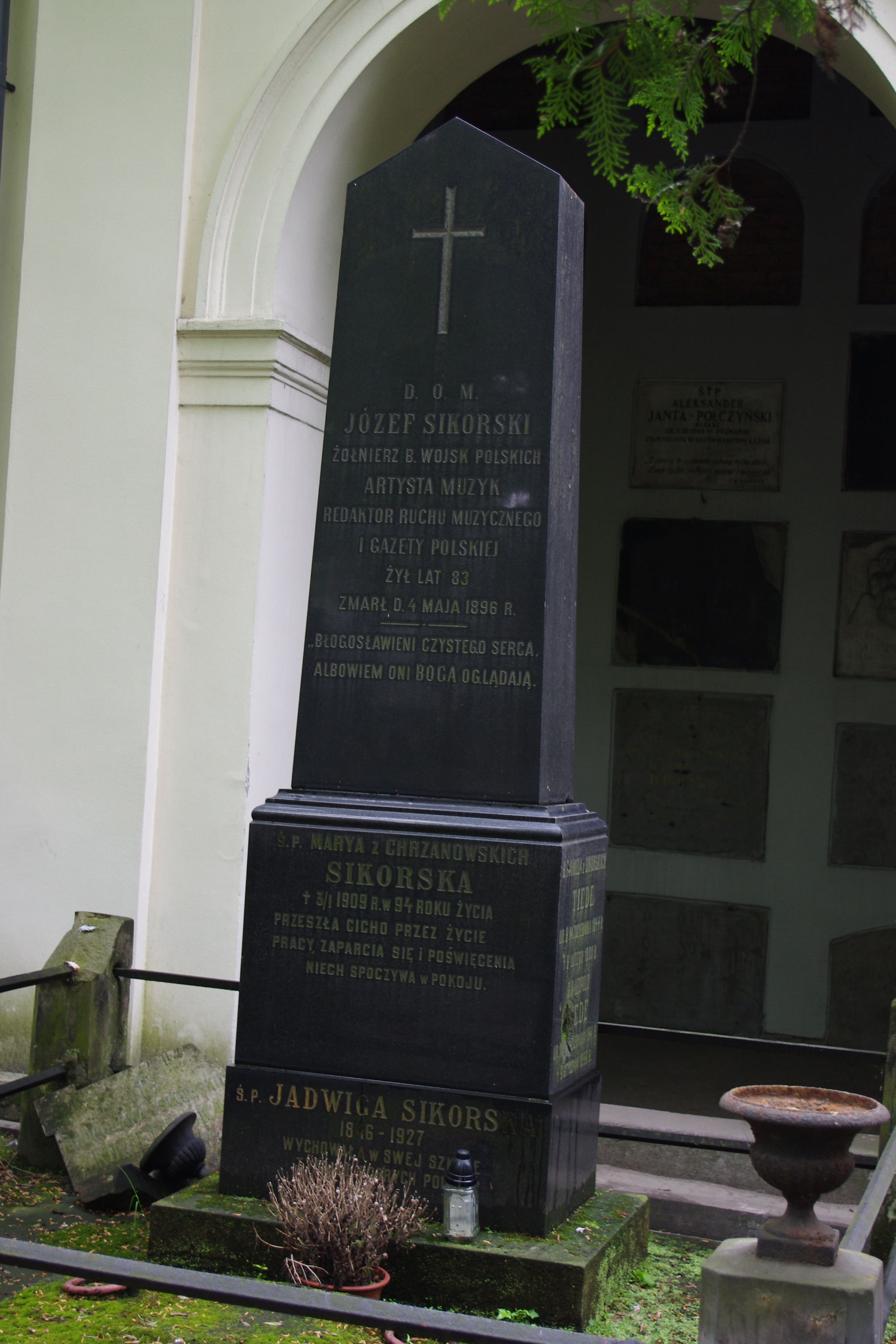
Grób Jadwigi Sikorskiej w Alei Katakumbowej na cmentarzu Powązkowskim w Warszawie

Zmarła 20 grudnia 1927 roku w Warszawie. Informacje o jej śmierci, w tym pierwsze nekrologi od rodziny, ukazały się tego samego dnia w prasie popołudniowej. 22 grudnia o godzinie 11 rozpoczęły się uroczystości pogrzebowe w kościele św. Krzyża. Po mszy kondukt, liczący tysiące osób, przeszedł z kościoła na cmentarz Powązkowski. Przed trumną szły szkolne poczty sztandarowe oraz duchowieństwo, a za trumną, obok licznej rodziny, delegacje z Ministerstwa Wyznań Religijnych i Oświecenia Publicznego, kuratorium, Związku Nauczycielstwa Polskiego oraz nauczyciele i uczniowie, zwłaszcza innych szkół żeńskich, wychowanki − od pań w podeszłym wieku po najmłodsze roczniki − oraz tłumy warszawiaków. Uroczystości pogrzebowe był wielką manifestacją miasta dla zasłużonej wychowawczyni. Jadwiga Sikorska została pochowana w grobie rodzinnym na cmentarzu Powązkowskim (aleja katakumbowa, grób 105/106).

## Życie prywatne
Nie założyła rodziny i był to prawdopodobnie jej świadomy wybór. Przez ponad 60 ostatnich lat życia mieszkała w domu przy ulicy Marszałkowskiej 153, na początku z rodzicami, a po ich śmierci sama. Często była odwiedzana przez dawne uczennice, znajomych i licznych krewnych, dla których pozostawała „dobrą, kochaną ciocią Jadzią”. Była osobą sumienną, oddaną pracy, więc w okresie roku szkolnego nie opuszczała Warszawy. Jedynie latem w okresie wakacji, udawała się na krótkie pobyty do wiejskiego majątku Skarbonka koło Otwocka, należącego do jej szwagra Edmunda Jankowskiego, rzadziej wyjeżdżała do Abacji czy Karlowych Warów. Dopiero po przejściu na emeryturę w 1927 roku zdecydowała się na dłuższy pobyt w majątku szwagra i po raz pierwszy w swoim dojrzałym życiu zobaczyła jesień na wsi. Zachwycona jej urokami postanowiła, że w przyszłym roku przyjedzie poznać uroki wiosny. Tych planów nie zrealizowała, gdyż zmarła dwa miesiące po powrocie do Warszawy w grudniu 1927.
Większość swojego majątku rozdała osobom ubogim i potrzebującym, przede wszystkim byłym uczennicom i nauczycielkom.

## Odznaczenie
2 maja 1923 została odznaczona Krzyżem Kawalerskim Orderu Odrodzenia Polski „za wieloletnią i gorliwą pracę zawodową”.

## W kulturze masowej
W 1886 roku Zofia Urbanowska w swojej powieści Księżniczka jedną z bohaterek − Wandę Redlicz − wzorowała na Jadwidze Sikorskiej.